# リード・ギャレット・ホフマン

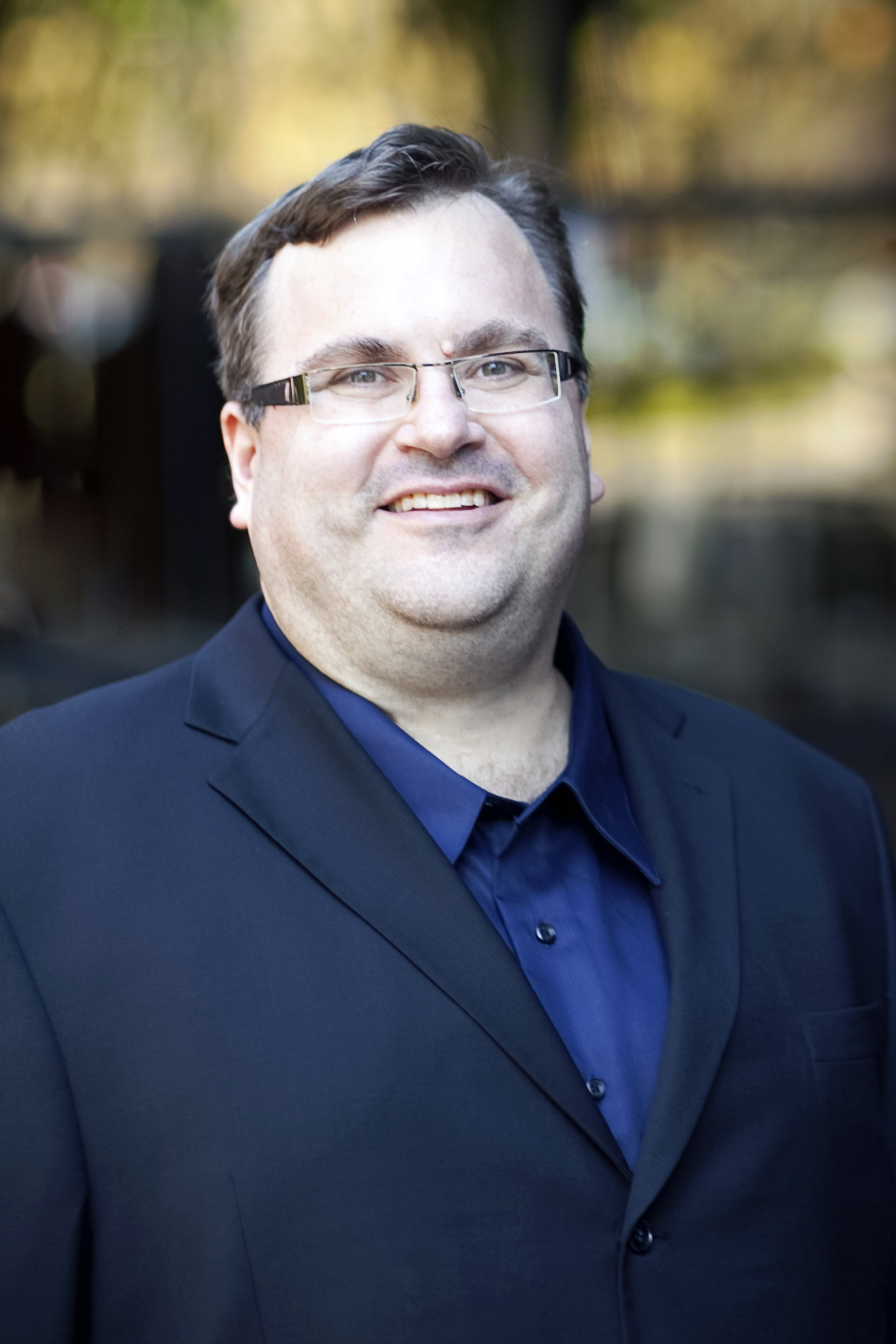
2011年

リード・ギャレット・ホフマン（Reid Garrett Hoffman、1967年8月5日 - ）は、アメリカ合衆国の起業家、ベンチャー資本家、著作家である。事業用SNSのLinkedInの共同創業者として知られる。
少なくとも2011年よりビルダーバーグ会議の会員であり、2015年よりアメリカ合衆国の外交問題評議会の会員である。

## 来歴とキャリア
ホフマンはカリフォルニア州スタンフォード市にディアナ・ルス・ラッターとウィリアム・パーカー・ホフマン・ジュニアの間に生まれ、同州バークリー市で育った。彼の父親方の曾、曾、曾祖父は長老派教会の牧師でインディアナ大学の大学長セオフィリス・アダム・ワイリーに代わって一時的な大学長を務めた。プトニー高校に通い、そこでメープルシロップ農場を管理し、牛の群れの番をし、認識論を勉強した。1990年、形式言語と認知科学の学士（理学）を得てスタンフォード大学を卒業（そこで彼はマーシャル奨学金とディンケルスピーエル賞を受賞）。1993年には哲学において博士号を得るためオックスフォード大学へ進学した。
ホフマンによると、大学時代に、将来世界に大きな影響を与えたいと思うようになったという彼は、学究的世界をその「影響」を与える機会と見ていたが、後に起業家としてのキャリアの方がより多くの機会に恵まれると気づく。「スタンフォードを卒業した時点では大学教授になって公的な知識人になる予定だった。カントの言葉を引用することが重要なのではない。本当に重要なのはレンズを通して社会に「私たちは何者なのか？」「個人として、そして社会としてどうあるべきか？」と問いかけることだ。ただ私が気づいたことは、大学教授が書く本など50、60人が読むだけで、私はそれよりももっと大きな影響を探していた」。
それを念頭に、ホフマンはビジネスマン、そして起業家としての活動を通してのキャリアを追い求めた。1994年にはアップル・コンピューターに入社し、初期段階のソーシャル・ネットワーキング・サービスeWorldの創業を担当した。1996年AOLによりeWorldは吸収された。後に富士通ソフトウェアに移り、その後1997年に彼の最初の企業であるSocialNet.comを共同創業した。SocialNet.comはオンライン交際や同じような趣味を持つ人をつなげる、例えばゴルフをする人が近所でゴルフのパートナーを探す目的に焦点を当てた。ピーター・ティールによれば、SocialNet.comが知られる前までそれはただのアイディアに過ぎなかったと語っている。SocialNet.comが流行となるまで7、8年かかった。

## PayPal
SocialNetではホフマンは電子マネー送信サービスであるPayPalの開設にあたる理事会の一員であった。2000年1月にSocialNetを辞め、Paypalの最高執行責任者としてフルタイムで常勤となる。ホフマンがPayPalで雇ったアレン・ブルーは「PayPalは様々な利益を得るためにこれまで苦労を重ねてきたが、リードは極度に競争率の高い環境で効率的に競うエキスパートになった」と話している。ホフマンは、支払システム（Visa、マスターカード、ACH、ウェルズ・ファーゴ）、事業開発（eBay、イントゥイット等）、行政対応（規制や統括）、そして法務対応を含めたPayPalが持つ全ての渉外対応責任者であった。PayPalで上司であったピーター・ティールは、ホフマンがPayPalでの問題解決担当のリーダーであったと語っている。しかし多くの問題を抱えていたPayPalでのその役割は彼の名声を落とすこともあった。2002年に15億ドルでPayPalがeBayに吸収された際には、ホフマンはPayPalの副社長であった。

## LinkedIn
ホフマンはSocialNetで同僚だった二人（アレン・ブルーを含む）と大学時代のクラスメート、富士通で同僚であった一人と共に2002年12月、LinkedInを共同創業した。2003年5月にサービスを開始し、当時は業務用に特化した初めてのSNSのひとつであった。PayPalで同僚だったピーター・ティールとキース・ラボワがLinkedInに投資をした。LinkedInには2012年11月の時点で200以上の国と地域で18億人以上の利用者が登録していた。利用者は、ある程度の関係やつながりを持つ人の連絡先などのリストを維持することができる。利用者は誰でも（サイト利用者でなくても）紹介することができ、つながりを持つことができる。フォーブスは「LinkedInは、仕事を探している人やビジネスで活躍する人々が今日利用できる最も有利なソーシャルネットワーキングツールである」としている。
ホフマンは最初の4年間、LinkedInの共同創業者でCEO兼会長であり、そして2007年2月には会長兼社長となる。LinkedInは2007年の5月に初めての黒字年度となった。2009年の6月に執行会長となる。2011年5月19日公開のLinkedInの株式公開にて、2009年にパートナーとなったグレイロック・パートナーズからの潜在利益を除外して、20.34億ドルに上る株式を所有している。2012年8月9日、サラ・レイシー・ホフマンと会話中に、自分の能力を以前はできなかった方法で発揮できるようになるツールをどう利用するか果敢に考えることが必要だと語った。

## 投資
eBayによる買収の後、ホフマンはシリコンバレーで最も富み、成功しているエンジェル投資家の一人となる。ベンチャー資産家のデービッド・ズィは、ホフマンのことを「おそらくここ10年間で一番成功している投資家である」と語っている。ホフマンは技術系企業に80以上のエンジェル投資を行った。2010年にはグレイロック・パートナーズに加わり2億ドルのディスカバリーファンドを管理している。Facebookの創業期に会社評価額500万ドルで3万7500ドルを投資した。
Zyngaの初回の資金提供に個人的に投資をし取締役会に加わった。ホフマンとZyngaの最高責任者であるマーク・ピンカスはSix Degrees Patentの共同所有者である。Zyngaは2012年8月の時点で20.48億ドルの市場資産を公的に取引する企業である。
ホフマンが投資するその他の企業にはWikia、Permuto、SixApart、thesixtyone、Tagged、IronPort、Flickr、Digg、Ping.fm、Nanosolar、Care.com、Knewton、Kongregate、Last.fm、Technetto、OneKingsLane、Wrapp、Edmodo、Vendio、そしてshopkickがある。ホフマンはシリコンバレーで全ての役職を経験した人として知られている。これまで、製品管理者（Apple、Fujitsu）、急成長を遂げていた企業 (PayPal) での責任者、エンジェル投資家、社会事業の投資家、ベンチャー企業 (LinkedIn) の最高責任者と共同開設者、そして個人、または公共の企業の独立した理事会のメンバーという役割を経験している。
ホフマンはスイスのダボスで行われる世界経済フォーラムに頻繁に参加し、2011年と2012年のビルダーバーグ会議に参加した。ホフマンはベン・フランクリンに影響を受けた冒険好きな人が集まり世界を変えるためのアイディアを出し合う会「The Weekend To Be Named Later」を共同主宰している。2012年のロングビーチで行われたTEDカンファレンスとXPrize Foundationカンファレンスで演説し、さらにスタンフォード大学、オックスフォード大学、ハーバード大学、MITメディアラボなどに講師として頻繁に招聘されている。
ホフマンはAI関連事業への投資も盛んに行っている。2023年5月現在、ホフマンとグレイロック・パートナーズは少なくとも37社のAI企業に投資。2016年、ホフマンは、サム・アルトマン、イーロン・マスクらが設立した非営利の人工知能研究機関であるOpenAIの初期の寄付者の一人。尚、イーロン・マスクは、テスラの自動運転車向けAI開発における役割との潜在的な利益相反を理由に、2018年2月にOpenAIの理事を辞任している。マスクの辞任後、OpenAIは期待されていた資金調達の不足により財政難に直面し、ホフマンの助けを借りてOpenAIは倫理的なAI開発へのコミットメントを維持しつつ、投資を誘致するために営利子会社を設立する「上限付き営利」モデルに移行。ホフマンは自身のファミリー財団を通じてこの営利子会社への投資を主導、同社の取締役に就任。2023年3月3日、ホフマンはOpenAIの取締役としての役割、グレイロック・パートナーズを通じたAIテクノロジー企業への投資、およびInflection AIの創設者としての役割との間の利益相反を回避したいという意向により、OpenAIでの取締役の座を辞任している。
2022年3月、ホフマンが長年の友人でありグレイロック・パートナーズの同僚でもあるDeepMindの共同創設者であるムスタファ・スレイマンと共に、新しいスタートアップであるInflection AIを共同設立。2024年3月、マイクロソフトはInflection AIの技術をライセンス供与し、ムスタファ・スレイマン、InflectionのCSOであるカレン・シモニアン、および同社の従業員70名のほとんどを約6億5000万ドルの契約で雇用しました。この移行後、Inflection AIはショーン・ホワイトをCEOとして雇用、エンタープライズAIソリューションに焦点を移行。
2025年1月、ホフマンは、がん研究者であるシッダールタ・ムカジーと共に、約2500万ドルの初期資金でAIを活用した創薬スタートアップであるManas AIを立ち上げた。
2022年後半、ホフマンらは「公選弁護人向け」のプラットフォームであるJusticeTextに合計220万ドルを投資。
ホフマンは、高度なAIシステム開発の「一時停止」を求める声に対し、そのような考えを「愚かで」「反人道的」だと一蹴しています。その代わりに、人間が社会問題を解決するのに役立つよう、開発ペースを加速させるべきだと主張しています。例えば、彼は「ヘルスケアのような分野を変革する可能性」を指摘し、「すべての人に医療アシスタントを与える」、そして「すべての人に家庭教師を与える」といった教育分野の可能性を挙げています。「私はテクノロジー楽観主義者であり、テクノロジーユートピア主義者ではありません。」

## 執筆活動
ホフマンは2009年にLet Startups Bail Us Outというタイトルでワシントン・ポストに署名入りコラムを執筆した。ビジネスにおけるネットワーキングについてStrategy+Businessを執筆し「ソートリーダー」としてLinkedInに意見を発表している。

## スタートアップ！
ホフマンはベン・カスノーカと共同でビジネス書籍である『スタートアップ！－シリコンバレー流成功する自己実現の秘訣』を執筆した。書籍は2012年の2月14日にアメリカで発売された。個人が自分自身をビジネスとして、自分たちのキャリアの最高責任者として考えるべきと唱え、シリコンバレーの成功している技術系企業の話から学ぶ教訓と個人のキャリアから学ぶ教訓を比較している。ニューヨーク・タイムズとウォール・ストリート・ジャーナルのベストセラーになった。 
パブリッシャーズ・ウィークリーはホフマンの本を前向きに批評し、いかなるキャリアの段階における妥当な価値のあるアドバイスがたくさん書かれており、読者にとって、ビジネスが不確かな時期にも生き残るための手助けになるだけではなく、群集から傑出し成功するための手助けとなる、と評価している。エコノミストは、ホフマンとカスノーカはビジネスの世界における変化に対するいくつもの抜け目無い観察をしている、と評価している。

## 慈善事業
LinkedInの最高責任者であるジェフ・ワイナーは、「リードの信念は、一番重要な方法で前向きで永久的な影響を世界に与えることだ。」と話している。ホフマンは、国際的NPOであるEndeavor Globalの役員会メンバーであり、QuestBridgeの後援者でもある。

## 名誉と受賞歴
2012年5月、フォーブスMidas Listはホフマンを、最高投資家の中で第3位のランクとした。
2012年、ニューズウィークとデイリー・ビーストは初めての「Digital Power Indexにその年のデジタルの世界で一番重要な100人のリスト（さらに「一生の成功者」の勝者10人）を記載し、｢エンジェル｣の部でホフマンは第3位にランク付けされた 。
LinkedInのリード・ホフマンとジェフ・ワイナーは2011年のアーンスト・アンド・ヤングアメリカ起業家に選ばれた。
Fast Companyのビジネスにおける一番創造力のある100人の中で第17位に選ばれた。
2012年にKahn Academyのサル・カーンと共に、ホフマンはWorld Affairs CouncilとGlobal Philanthropy Forumより表彰を受けた。協議会は、個人的な起業や社会活動において社会的な変化に影響し、またはこれから影響し続ける著しいリーダーの栄誉をたたえている。2012年の表彰は社会に影響したテクノロジーを祝すテーマであった 。
ハイテク産業、コミュニティーそして人間性に関してホフマンの功績と成功を称え、2012年のTechAmericaによる業績表彰であるDavid Packardメダルを授与された。
2025年、千葉工業大学より、ホフマンの倫理的な起業家精神、そしてテクノロジーの社会的活用という価値観を体現する功績を称えるとして、名誉博士の称号を受贈した。